# Hypnum cordifolium x richardsonii
Hypnum cordifolium x richardsonii là một loài Rêu trong họ Hypnaceae. Loài này được Bryhn mô tả khoa học đầu tiên năm 1902.